# Diabetis autoimmunitària latent de l'adult
La diabetis autoimmunitària latent de l'adult (en anglès Latent autoimmune diabetes in adults, d'aquí l'abreviatura pel que també es coneix: LADA) és una forma de diabetis que presenta característiques clíniques similars a la diabetis tipus 1 (DM1) i a la diabetis tipus 2 (DM2). És una forma autoimmunitària de diabetis, similar a la DM1, però els pacients amb LADA solen mostrar resistència a la insulina, similar a la DM2, i comparteixen alguns factors de risc de la malaltia amb la DM2. Els estudis han demostrat que els pacients amb LADA tenen certs tipus d'anticossos contra les cèl·lules productores d'insulina i que aquestes cèl·lules deixen de produir insulina més lentament que en els pacients DM1.
Sembla que la LADA comparteix factors de risc genètics amb la DM1 i la DM2, però és genèticament diferent d'ambdues. Dins del grup de pacients amb LADA, s'ha observat una heterogeneïtat genètica i fenotípica amb diferents graus de resistència a la insulina i d'autoimmunitat. Amb el coneixement que tenim avui, la LADA es pot descriure així com una forma híbrida de DM1 i DM2, que mostra similituds fenotípiques i genotípiques amb totes dues, així com variacions dins de la LADA pel que fa al grau d'autoimmunitat i resistència a la insulina.
El concepte de LADA es va introduir per primera vegada el 1993, tot i que el Comitè d'Experts en el Diagnòstic i la Classificació de la Diabetis Mellitus no reconeix el terme, sinó que l'inclou sota la definició estàndard de DM1.